# Камелія сітчаста
Камелія сітчаста (Camellia reticulata) — вічнозелене листяне дерево родини чайні (Theaceae).

## Будова
Найбільший представник роду камелія. Зустрічаються дерева висотою до 15 м. Великі квіти мають 5-7 пелюсток.

## Поширення та середовище існування
Росте у листопадних лісах гір провінції Юннань, південний захід провінції Сичуань і захід провінції Гуйчжоу на півдні Китаю.

## Практичне використання
Використовується як декоративна рослина. Буддійські ченці з Х ст вирощують камелії на території храмів. У Європу рослина проникла у 1820 році, коли капітан Роуз привіз саджанець до Лондона. У 1826 році дерево, що виросло з нього, зацвіло, викликавши справжню сенсацію серед садівників. Наразі культивують нащадків того дерева під назвою сорту «Капітан Роуз».

## Цікаві факти
- Дерево на ймення «Десять тисяч квіток», що росте у буддійському монастирі поблизу р. Ліян у провінції Юнань, має 500 років та квітне двома кольорами, оскільки складається з переплетених стовбурів двох сортів Camellia reticulata.[1]
- Квітка камелії сітчастої є символом провінції Юннань.[2]

## Галерея

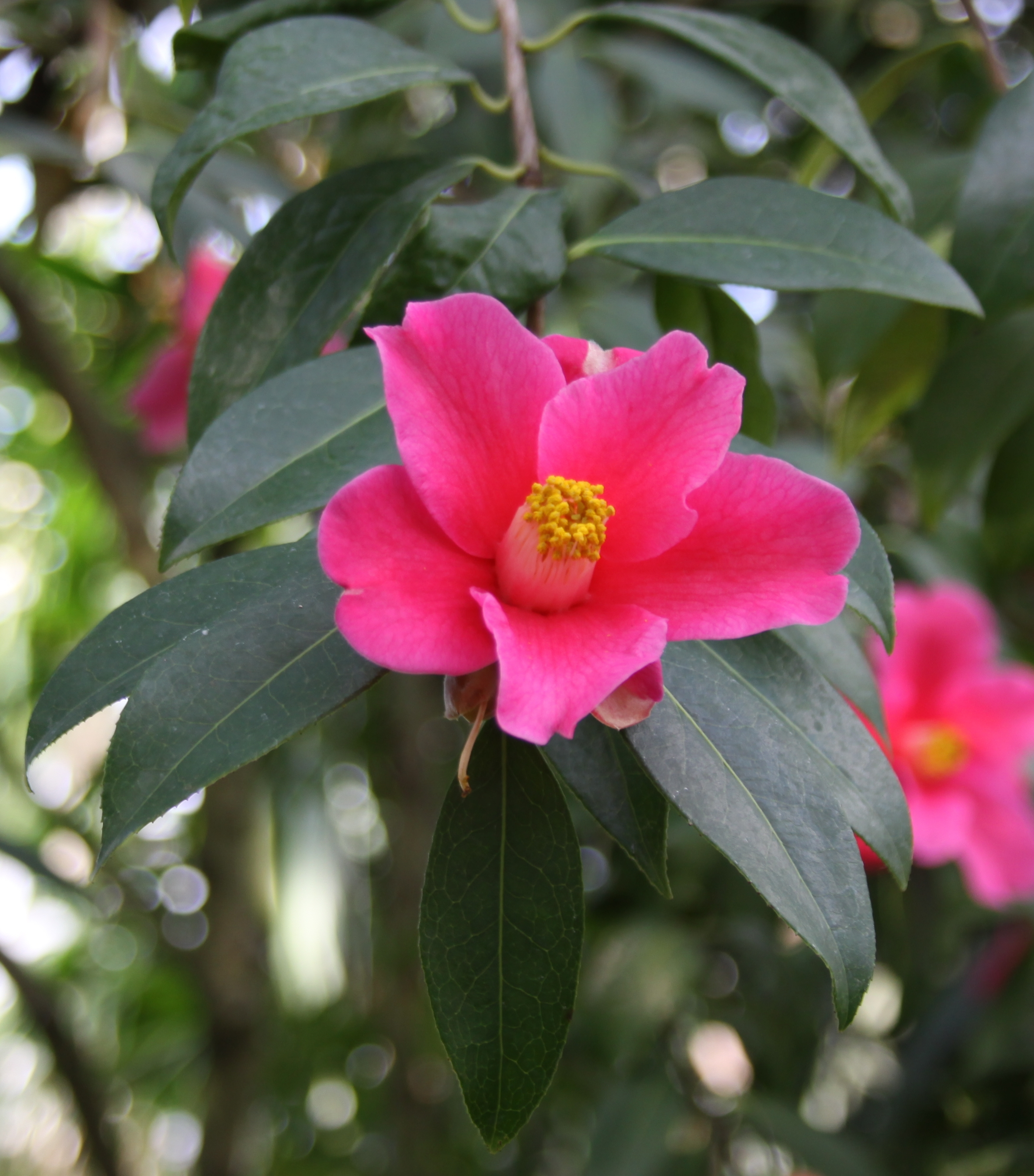
Квітка дикої рослини
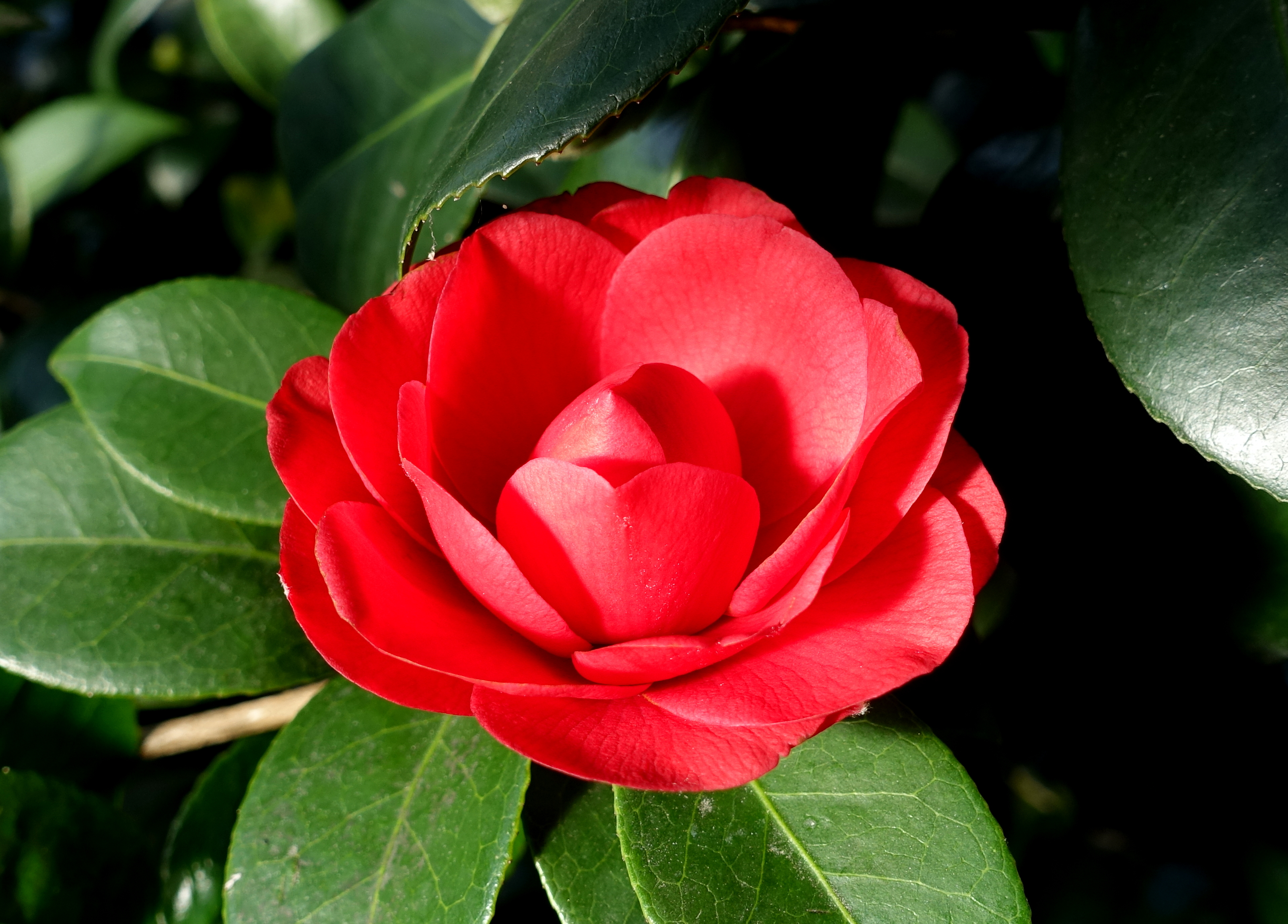
Сортова камелія ('Black Lace')